# 英语游戏
英语游戏是一種英語教學方法，大致可以從語文學習的四大範疇：聽、說、讀、寫去分類。

## 聽
- Simon Says（英语：Simon Says）
  - 只有當帶領者講“Simon Says, <動作>”時其他人才可以做這個動作，否則的話就輸。

## 說
- 繞口令 (Tongue Twister)
  - 例如："The sick chick called Mick throwed a thick stick to Dick the chick" (Chiu, Ho and Keeling, 2004)

## 讀

### 建立生字
- Dictionary games (from Marj of University of Auckland)

## 寫
- 填字遊戲（Crossword puzzle）
  - 在纵横方格里填字母，组成英语单词。经常出现在报纸上。